# مارشا مهران
مارشا مهران (زاده ۲۰ آبان ۱۳۵۶ – ۱۰ اردیبهشت ۱۳۹۳) بانوی نویسنده ایرانی ساکن ایرلند بود. مهران با انتشار رمان موفق آش انار در سال ۲۰۰۵ به شهرت رسید. از او تا کنون دو رمان به زبان انگلیسی منتشر شده است.

## زندگینامه
مهران در سال ۱۳۵۶ برابر با ۱۱ نوامبر ۱۹۷۷ در تهران متولد شد. خانواده او هنگام انقلاب ۱۳۵۷ از ایران خارج شده و به بوئنوس آیرس آرژانتین مهاجرت کردند. خانوادهٔ مهران در آرژانتین یک رستوران خاورمیانه‌ای را اداره می‌کردند. او در آنجا به مدرسه‌ای اسکاتلندی می‌رفت و به زبان انگلیسی درس می‌خواند. در سال ۱۹۸۴ به دلیل شرایط کشور آرژانتین در آن زمان خانواده مهران به فلوریدا آمریکا رفتند. مهران ۱۴ ساله بود که پدر و مادرش از هم جدا شدند و او با مادرش به استرالیا رفت. در سن ۱۹ سالگی مهران به نیویورک آمریکا رفت و در آنجا شغل‌های کوتاه‌مدت مختلفی اختیار کرد و در کنار آن نویسندگی را شروع کرد. او در نیویورک با مردی ایرلندی به نام کریستوفر کالینز آشنا شد و پس از ازدواج با او به ایرلند رفت. او و همسرش در استان مایو ایرلند و نیویورک آمریکا زندگی می‌کردند.
جسد مارشا مهران در روز ۱۰ اردیبهشت ۱۳۹۳ برابر با ۳۰ آوریل ۲۰۱۴ در محل سکونتش در ایرلند کشف شد. به گزارش پلیس، او یک هفته پیش از کشف جسدش از دنیا رفته بود.

## رمان آش انار
رمان آش انار که به زبان انگلیسی منتشر و در سال ۲۰۰۵ یکی از پرفروش‌ترین و مشهورترین رمان‌های سال در بازار بین‌المللی شد داستان سه خواهر ایرانی است که زمان انقلاب اسلامی ایران از ایران مهاجرت کرده و در شهر کوچکی در ایرلند اقامت می‌گزینند و بعد از چند سال تصمیم می‌گیرند یک رستوران ایرانی راه‌اندازی کنند. مهران زندگی خود و زندگی یک خانواده لبنانی مهاجر ساکن ایرلند را الهام بخش این رمان میداند.
نکته جالب توجه در مورد این رمان این است که مهران دستور غذاهای ایرانی که سه خواهر درست می‌کنند را به تفصیل شرح می‌دهد. این رمان همچنین به زبان‌های آلمانی و اسپانیایی ترجمه شده است.

این کتاب توسط بهزاد کاویانی دستجردی به فارسی ترجمه شده است.
رمان آش انار برای بار دوم توسط نفیسه گلی وردی در سال 1400 ترجمه و وارد بازار شده است.

## رمان گلاب و نان سودا
این رمان ادامه رمان آش انار است و حدود یک سال و نیم بعد از آن رخ می‌دهد. داستان همچنان حول ماجراها و چالش‌های سه خواهر می‌چرخد و مانند رمان آش انار حاوی دستور غذاهای جدید است.
این رمان به دو زبان آلمانی و انگلیسی منتشر شده است.

## آثار
- '"آش انار (۲۰۰۵ میلادی) (رمان)
- '"گلاب و نان سودا (۲۰۰۸ میلادی) (رمان)